# جيرترود كراوس
جيرترود كراوس (بالعبرية: גרטרוד קראוס‏) هي مصممة رقص إسرائيلية، ولدت في 5 مايو 1901 في فيينا في النمسا، وتوفيت في 13 نوفمبر 1977.